# くまうた
『くまうた』はソニー・コンピュータエンタテインメントより発売されたPlayStation 2用ソフトウェア。
プレイヤーは師匠として弟子である「くま」に演歌を教えていく。適当なテーマを決めてクマに指示を与え、作った歌詞にダメ出しをしたり添削したりして曲を完成させる。宇宙演歌協会に登録し、各種テーマに沿ったコンテストを狙って季節ごとに新曲を発表していく流れになる。クマが作った曲に対してゲーム中でファンレターが届くこともある。音声合成システムを搭載しており、作成した歌をくまが歌うシュールな姿が鑑賞できる。ネットワークに対応しており作成した曲データをやり取りすることも可能。
くまを演歌歌手にするという奇抜な設定により、色物扱いされ発売当初は評価が低くあまり売り上げは芳しくなかったが、2007年夏頃からニコニコ動画を中心としたVOCALOIDブームが起き、架空のキャラクターに歌を歌わせるというコンセプトがVOCALOIDとほぼ同じ（但しVOCALOIDはゲームソフトでは無い）だったため再評価を受け注目された。
未来の地球で、宇宙移民が愛する「宇宙演歌」の中でもさらに先進的な「シュールレアリスム演歌」を歌うという独特の世界観を持つ。